# Tarangire (Fluss)
Der Tarangire ist ein Fluss, der durch den Tarangire-Nationalpark im Norden Tansanias in Ostafrika fließt.

## Ökologische Bedeutung
Er führt ganzjährig Wasser und ist die Hauptwasserquelle in der Region, vor allem in der Trockenzeit.
Der Fluss prägt die Landschaft und die Tierwelt des Tarangire-Nationalparks. Beiderseits des Gewässers gibt es Grasland und offene Baumsavanne. Von Juli bis Oktober zieht der Tarangire aus den umliegenden Regionen und Schutzgebieten große Herden von zum Beispiel Elefanten, Antilopen, Zebras, Büffel oder Gnus an, die sich auf der Such nach Wasser befinden.